# Odd Riisnæs
Odd Riisnæs  (Oslo, 12 mei 1953) is een Noorse jazz-saxofonist (tenorsaxofoon en sopraansaxofoon) en pianist.

## Biografie
Odd Riisnæs is de zoon van pianiste Eline Nygaard en broer van de jazzsaxofonist Knut Riisnæs.
Riisnæs heeft gewerkt in verschillende orkesten en bands, waaronder die van Terje Lie, Paul Weeden, Ditlef Eckhoff, Richard Badendyck, Per Husby, Ole Jacob Hansen/Harald Gundhus, Dag Arnesen, Jens Wendelboe, Kjell Karlsen en Jan Harrington. In de jaren tachtig speelde hij in de groepen Kråbøl, Oslo 13,  Radiostorbandet en Lille Frøen Saksofonkvartett.  Eind jaren tachtig begon hij zijn Odd Riisnæs Quartett, met de pianist Dag Arnesen, bassist Kåre Garnes en drummer Tom Olstad. Voor het label Taurus Records nam hij verschillende platen op, Speak Low (1987), Thoughts (1990) en Another Version (1993), waaraan keyboardist Iver Kleive, gitarist Steinar Larsen en bassist Terje Gewelt meewerkten. Later begon hij een groep met een grotere bezetting: het Odd Riisnæs Project, met drummerr Pål Thowsen, bassist Bjørn Kjellemyr en Steinar Larsen (de albums Your Ship, 1996 en Another Breeze, 2003)
Riisnæs geeft les aan de Norges Musikkhøgskole.

## Discografie
- Speak Low (Taurus Records, 1987)
- Thoughts (Taurus, 1990)
- Another Version (Taurus, 1993) met Iver Kleive, Steinar Larsen, Terje Gewelt.
- Your Ship, (Taurus, 1996)
- Another Breeze, (Ponca Jazz Records, 2003)
- Another Road (Ponca Jazz Records, 2008)